# ダブリン・ピアース駅
ダブリン・ピアース駅（ダブリン・ピアースえき、愛: Baile Átha Cliath Stáisiún na bPiarsach、英: Dublin Pearse Station）は、アイルランドの首都ダブリン2区ウェストランド・ロウにある、アイルランド国鉄の駅である。通称はピアース駅（愛: Stáisiún na bPiarsach、英: Dublin Pearse）であり、単に「ピアース」と呼ばれる場合もある。

## 概要
2016年には900万人の乗客が利用した、ダブリンの主要駅のひとつである。かつては南方へ向かう列車のターミナル駅だったが、現在ではその役割を2つ北のコノリー駅に譲っている。もっとも当駅を経由する列車は全列車が停車するため、現在でもこの駅からウェックスフォード、ロスレアへ向かう長距離列車のインターシティや、ダブリン通勤列車（コミューター）、ダブリン高速輸送（DART）などの近郊列車が運行されている。

## 歴史

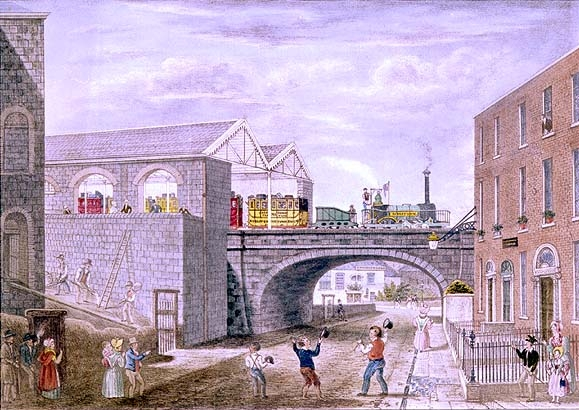
ピアース駅を発車する気動車（1834年 カンバーランド通り）

駅舎はチャールズ・ブラッカー・ヴィニョールの設計によるものである。南側からの線路が通りの上に高架化されたため、線路はビルの2階に敷かれた。カンバーランド通りまでのホームを覆う2スパン構造だった。
ピアース駅は1834年12月17日、ダブリン＆キングスタウン鉄道（D&KR）の終着駅であるウェストランド・ロウ駅として開業した。
1857年、軌道はアイルランドの標準に合わせて1,435mmから1,600mmに変更された。
屋根の交換を含む1880年代に様々な変更を確保し、その後、4つのプラットホームに増設され、さらに5つのプラットホームになった。
1891年には、終着駅から通過駅と改修工事がなされた。
1966年にイースター蜂起50周年を記念して「ウェストランド・ロウ駅」からパトリック・ピアースにちなんで「ダブリン・ピアース駅」に改称された。

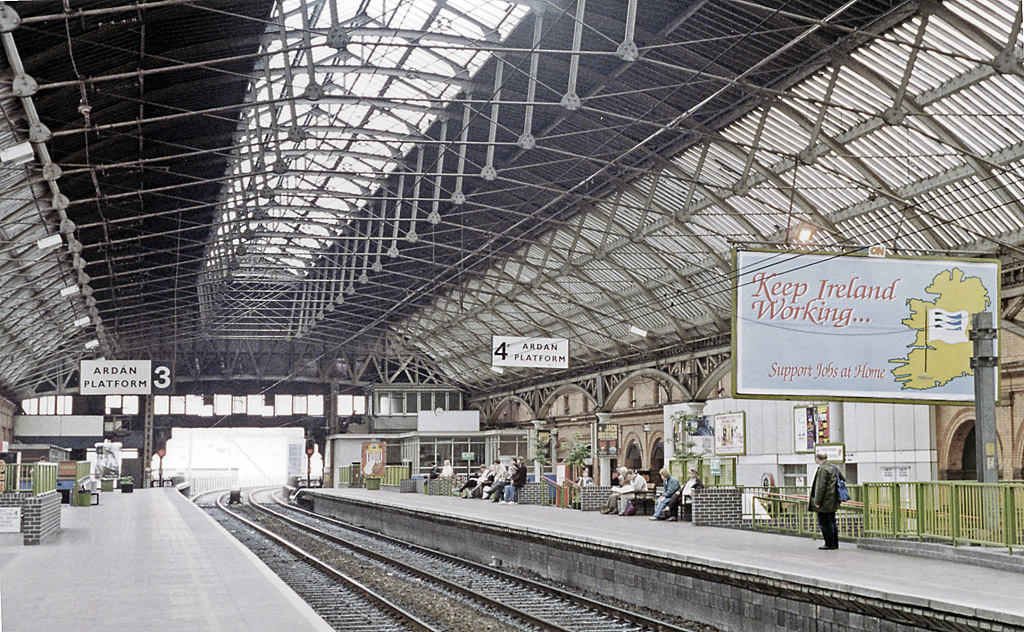
1993年の3・4番線（現1・2番線）

この時点で、駅には5つのプラットホームがあった。通常利用されていたのは、通過式ホームの3・4番線のみであり、頭端式ホームの1・2・5番線は、『マイケル・コリンズ』や『アンジェラの灰』、『ノラ』、『名犬ラッシー』などの映画撮影に利用されたり、2番線は臨時列車に利用されたりしていた。1番線は近代列車では利用できず、駐車場に改修された。2008年までには、すべての頭端式ホームが撤去、または埋められ、3・4番線が1・2番線と振り替えられた。
2007年に大規模な改修工事が開始された。第1段階として、1・2番線に自動券売機が設置され、駅の正面口が変更された。コンビニエンスストアのスパーは駅から完全に取り外され、ターンスタイルが取り除かれた。上述したように3・4・5番ホームが撤去され、看板と監視カメラが両ホームに追加され、2番線では、より広い待合室が追加された。南口（ピアース通り・トリニティ生物科学方面）が2013年4月9日に開業した。
「アイルランド国鉄市内再信号化計画」が完了したことにより、ダブリン通勤列車北部線（ドロヘダ方面）と西部線（メイヌース方面）の停車数が増加した。南西部線（ニューブリッジ方面）からの列車は、ピアース駅にも乗り入れている。ダブリン市内の鉄道信号を改善し、1時間に8本から20本の列車を両方面に運行することが可能となった。2015年3月に着工され、2016年7月17日に試運転が行われた。
築130年の屋根の老朽化により、1,000万ユーロの屋根葺き替え計画が2018年8月に開始され、2020年6月に完了した。

## 駅構造

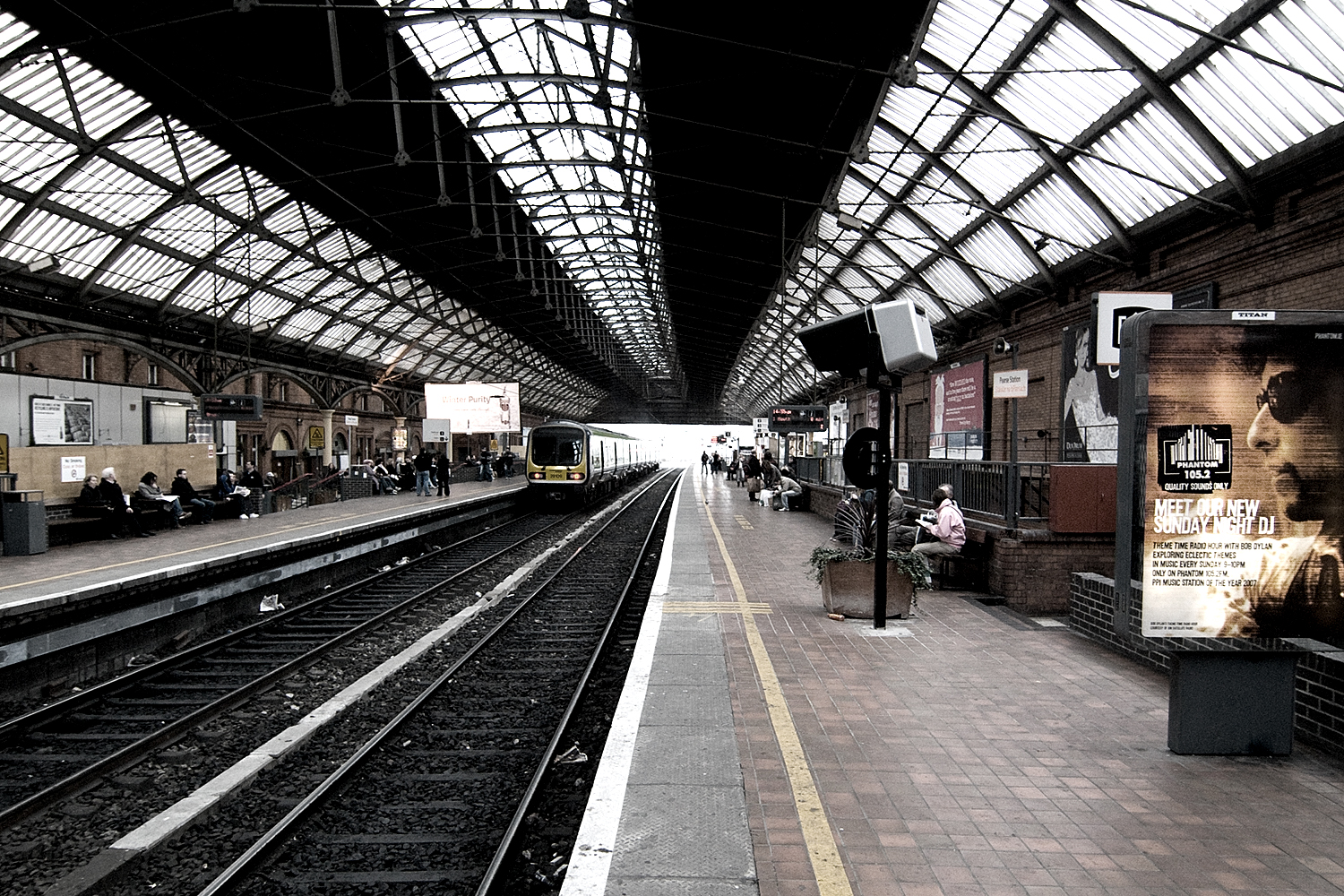
プラットホーム（2007年）

すべてのプラットホームは屋内にあり、単式ホームを2つ向かい合わせた相対式ホーム2面2線を持つ高架駅である。
すべての営業列車が停車するアイルランド国鉄の主要駅であり、一部の列車にとっては終端駅でもある。
駅から南方面には車両基地であるダブリン・ピアース検車区があり、当駅を発着する列車が多く設定されている。
改札口は2階にあり、地上との間にはエスカレーターとエレベーターが設置されている。出入り口は計2つのうち、1つはウェストランド・ロウ、1つはダブリン大学トリニティ・カレッジの生物医学研究所前となる。トイレ（車椅子対応）はコンコースにあり、無料のWi-Fiスポットも利用できる。発車標はメインコンコースに設置されているほか、各プラットホームにも設置されている。
駅構内にはカフェが2店設置されている。また、2番線にはピアノも設置されており、NHK BS1の「駅ピアノ・空港ピアノ・街角ピアノ」にて放送されているダブリン・コノリー駅のピアノと同じである。

### のりば
以上のように、屋内、屋外の全ホームを合わせて4面7線のホームがあり、アイルランド国鉄の駅では2番目に多いホーム数である。
| 番線 | 路線                                      | 方向 | 行先                                             | 備考                 |
| ---- | ----------------------------------------- | ---- | ------------------------------------------------ | -------------------- |
| 1    | ■ インターシティ                          | 北行 | ダブリン・コノリー方面                           |                      |
| 1    | ■ コミューター北部線                      | 北行 | ドロヘダ方面                                     |                      |
| 1    | ■ コミューター南西部線                    | 北行 | ヘーゼルハッチ方面                               |                      |
| 1    | ■ コミューター西部線                      | 北行 | メイヌース方面                                   |                      |
| 1    | ■ DART                                    | 北行 | ホウス、マラハイド方面                           | 一部当駅を終点とする |
| 2    | ■ インターシティ                          | 南行 | グランド・カナル・ドック、ロスレア・ユーロ港方面 |                      |
| 2    | ■ コミューター北部線                      | -    | -                                                |                      |
| 2    | ■ コミューター西部線 市内支線             | -    | -                                                |                      |
| 2    | ■ ダブリン通勤列車 （南東部線・南西部線） | 南行 | グランド・カナル・ドック、グレイストーンズ方面   |                      |
| 2    | ■ ダブリン高速輸送（DART）                | 南行 | ダン・レアリー、ブレイ、グレイストーンズ方面     | 一部当駅を終点とする |

## 利用状況
早朝は、ダブリン近郊からの通勤・通学客の利用が多い。夕方になると、ダブリン近郊への通勤・通学客の利用が多くなる。当駅はダブリン大学トリニティ・カレッジ、アイルランド王立音楽院の最寄駅であり、また当駅発車のバスでアート＆デザイン国立大学、シティ・カレッジなどへの通学生がいる。
- アイルランド国鉄 - 2018年度の1日平均乗降人員は32,599人である。これは、アイルランド国鉄の駅ではコノリー駅に相次いで2番目に多い[14]。

### 年度別1日平均乗降人員
各年度の1日平均乗降人員は下表の通りである。
| 年度 | 1日平均 乗者人員 | 1日平均 降車人員 | 1日平均 乗降人員 | 増加率 | 出典   |
| ---- | ---------------- | ---------------- | ---------------- | ------ | ------ |
| 2012 | 11,312           | 11,271           | 22,583           | -      | [ 15 ] |
| 2013 | 12,168           | 11,238           | 23,406           | 3.5%   | [ 16 ] |
| 2014 | 13,560           | 12,021           | 24,960           | 6.2%   | [ 17 ] |
| 2015 | 13,439           | 13,766           | 27,205           | 8.2%   | [ 18 ] |
| 2016 | 14,827           | 14,221           | 29,048           | 6.3%   | [ 19 ] |
| 2017 | 15,465           | 15,636           | 31,101           | 6.6%   | [ 20 ] |
| 2018 | 16,074           | 16,525           | 32,599           | 4.6%   | [ 14 ] |

### 駅周辺
駅の周辺にはバスの停留場があり、市内の西側方面などが発着する。
駅の所在地がのダブリン市の中心部にあるため、政府庁舎などの行政機関があり、ダブリン大学トリニティ・カレッジの旧図書館（ケルズの書博物館）、アイルランド国立美術館、アイルランド国立博物館、ショッピングセンターなどの施設もある。

## 今後の計画
運輸局（National Transport Authority）は、スペンサー・ドックにある新しいドックランズ駅を経由し、ダブリン・ヒューストン駅を北部のダブリン高速輸送（DART）路線に接続するDART地下トンネル（DART Underground）を計画した。この計画の一環として、現在のピアース駅の地下に2つのプラットホームを追加した地下駅がDART地下鉄路線の停車駅として進めていた。これにより、ピアース駅は地下のDART線と地上のDART線の間の重要な交換地点となる予定だった。2015年9月にDART地下トンネルの計画は、無期限に保留された。

## 隣の駅
アイルランド国鉄
インターシティ
■ ロスレア線
タラ・ストリート駅 - ダブリン・ピアース駅 - グランド・カナル・ドック駅
ダブリン通勤列車
■ 南東部線
タラ・ストリート駅 - ダブリン・ピアース駅 - ダン・レアリー・マリン駅
■ 北部線
タラ・ストリート駅 - ダブリン・ピアース駅
■ 西部線（市内支線）
タラ・ストリート駅 - ダブリン・ピアース駅
■ 南西部線
タラ・ストリート駅 - ダブリン・ピアース駅 - グランド・カナル・ドック駅
ダブリン高速輸送（DART）
■ DART
タラ・ストリート駅 - ダブリン・ピアース駅 - グランド・カナル・ドック駅